# دورنیه دو ۲۱۲
دورنیه دو ۲۱۲ (به انگلیسی: Dornier_Do_212) یک هواگرد از نوع قایق پرنده ساخت شرکت دورنیه فلوکتسایک‌ورک در آلمان است. هواگرد دورنیه دو ۲۱۲ نخستین پروازش را در اوت ۱۹۴۲ میلادی انجام داد. در مجموع، تعداد ۱ فروند از این هواگرد ساخته شده‌است.